# Programa Phoenix
El Programa Phoenix (del idioma vietnamita: Chiến dịch Phượng Hoàng ‘El Mito chino de Fénix’), una palabra relacionada con fenghuang, la acepción china del fénix, fue un programa de seguridad interna, militar y de inteligencia diseñado por la Agencia Central de Inteligencia (CIA) de los Estados Unidos y coordinado y ejecutado por el aparato de seguridad de la República de Vietnam (Vietnam del Sur), por las Fuerzas de Operaciones Especiales de los Estados Unidos, conocidas como los SEAL de la Armada de los Estados Unidos, las Fuerzas Especiales del Ejército de Estados Unidos y los MACV-SOG, ahora Grupo de Operaciones Especiales de la CIA o División de Actividades Especiales, durante la Guerra de Vietnam.
El programa fue ideado para identificar y "neutralizar" (vía infiltración, captura, tortura, terrorismo, o asesinato) a la infraestructura civil que apoyaba a la insurgencia del Frente Nacional de Liberación de Vietnam (FNLV o Viet Cong). La CIA lo describió como «un conjunto de programas que pretendían atacar y destruir la infraestructura política del Viet Cong». Los dos principales componentes del programa fueron las Unidades Provinciales de Reconocimiento (PRU) y los centros de interrogatorio regionales. Las PRU se encargaban de matar o capturar a sospechosos, así como a civiles que se creía podrían tener información sobre las actividades del Viet Cong. Miles de personas fueron llevadas a centros de interrogatorio donde muchas de ellas fueron torturadas en intentos por obtener información de inteligencia sobre actividades hostiles en las distintas zonas. La información extraída en estos centros era enviada a los comandantes militares y estos la utilizaban para encomendar a las PRU nuevas misiones de captura y asesinato.
El programa estuvo en funcionamiento entre 1965 y 1972, aunque antes y después existían y continuaron existiendo iniciativas similares. Al finalizar el programa en 1972, la operación había "neutralizado" a 81 740 supuestos agentes, informantes y colaboradores del FNLV, de los cuales entre 26 000 y 41 000 fueron asesinados. El 87% de las muertes atribuidas a la Programa Phoenix se produjeron durante operaciones militares convencionales de las fuerzas estadounidenses y de Vietnam del Sur.

## Marco teórico

### Raíces
El estudio de la relación de las fuerzas ocupantes con la resistencia fue efectuado por los alemanes en la Unión Soviética durante la Segunda Guerra Mundial en Europa, para lo cual fue elaborado el Decreto Nacht und Nebel, que hacía ver la explotación política de los desaparecidos.
Muchos europeos sirvieron en las Waffen-SS, principalmente franceses de la División Carlomagno, los cuales fueron desmovilizados y posteriormente reincorporados en el Ejército francés que tuvo que luchar en las guerras coloniales de la posguerra, como la guerra de Argelia, tras haber perdido la guerra de Indochina tras la batalla de Điện Biên Phủ. Los prisioneros fueron un tercio del total de toda la guerra. Algunos murieron de hambre y enfermedades durante su detención. Muchos de ellos ni siquiera eran franceses sino legionarios, senegaleses o vietnamitas.
La victoria significó el fin de la guerra con los acuerdos de Ginebra, que dividió Vietnam en un norte bajo la autoridad de Hồ Chí Minh y un sur con Bảo Đại como emperador. Se preveían elecciones para reunificar las dos zonas dos años después, pero los Estados Unidos, que no firmaron los acuerdos, apoyaron a Ngô Đình Diệm, quien rechazó los acuerdos de paz, instauró un régimen autoritario y empezó a perseguir duramente a toda la oposición, sobre todo a los budistas, caodaístas y comunistas, lo que desembocaría en 1958 en el reinicio de las hostilidades y la formación en 1960 del Frente Nacional de Liberación (FNL).

### Interacción de las inteligencias estadounidense y francesa

Logo de la CIA

La pérdida del poder en Indochina, generó que fueran reemplazados inmediatamente por Estados Unidos, llegando la CIA en 1954. Entre tanto los franceses habían desarrollado una amplia red de inteligencia distribuida en todo el sector. Se financiaba a la antigua usanza, es decir, gracias al narcotráfico de opio. La inteligencia militar francesa estaba enteramente financiada por el narcotráfico de Indochina. Esto cubre todo el periodo colonial francés desde 1946 hasta 1954.
La CIA adoptó íntegramente las redes y procedimientos de la Dirección General de Seguridad Exterior en Indochina, dentro de los cuales figuraba el manejo de la oposición mediante un procedimiento parecido al Decreto Nacht und Nebel de los nazis. Esta fue la génesis del Programa Phoenix.

### Guerra de Argelia
Los franceses ocuparían el sistema en la Guerra de Argelia. Muchos de los veteranos de esta guerra entrenarían a operativos de la CIA y a miembros de los ejércitos latinoamericanos de la Operación Cóndor.
El general Paul Aussaresses relataría a la prensa estas actividades. Dicho general admitió en su libro de 2001, Services spéciaux, Algérie 1955–1957, el uso sistemático de la tortura durante la guerra. Confesó que él mismo había torturado y que ejecutó ilegalmente a 24 argelinos por orden del gobierno de Guy Mollet. También reconoció el asesinato del abogado Ali Boumendjel y del jefe del FLN en Argel y de Larbi Ben M'Hidi, asesinatos fueron encubiertos como "suicidios." Por justificar el uso de la tortura, fue condenado en la corte y degradado de su rango de general además de que se le retiró su medalla de la Legión de honor.
Los miembros del OAS fueron amnistiados por François Mitterrand (PS), y una amnistía general para todos los criminales de guerra fue declarada en 1982. Pierre Vidal-Naquet, entre otros, calificó esto como "una vergüenza".
Los archivos de la guerra fueron cerrados al público durante treinta años más un período prorrogable de hasta 60 años para los documentos que pueden comprometer la privacidad de las personas o la seguridad del Estado. Recién en 1995-96 nuevas obras comenzaron a revelar información.
La guerra de Argelia daría curso a la vertiente de la "Escuela Francesa" represiva. De acuerdo a esta, la periodista Marie-Monique Robin afirma en su libro de 2004, acerca de escuadrones de la muerte, como los agentes de inteligencia franceses le enseñaron a los agentes chilenos y sus contrapartes argentinas el uso de las "desapariciones" y la tortura como tácticas de contrainsurgencia Su argumento se basaba en varias entrevistas filmadas de altos oficiales del ejército argentino, que habían sido acusados de tortura en el tiempo. Se ha sospechado de que agentes de la inteligencia francesa entrenaron a sus contrapartes argentinas en técnicas de contrainsurgencia. Un testimonio en enero de 2007 ante un juez argentino, Luis María Mendía, almirante argentino y creador de los vuelos de la muerte durante la guerra sucia, se refirió a la película documental de Marie Monique Robin titulada Escuadrones de la Muerte- la escuela francesa (Les escadrons de la mort - l'école française), que afirmaba que los servicios de inteligencia franceses habían entrenado a contrapartes argentinos en técnicas de contrainsurgencia. Intentando exonerarse a sí mismo, Luis María Mendía utiliza esta fuente para solicitar al expresidente francés, Valéry Giscard d'Estaing, el ex primer ministro Pierre Messmer, al exembajador francés en Buenos Aires Françoise de la Gosse, y a todos los oficiales a cargo de la embajada francesa en Buenos Aires entre 1976 y 1983 a presentarse ante la Corte. Robin también argumentó que un acuerdo de 1959 entre Francia y Argentina instauró una misión militar permanente francesa que se encontraba en las oficinas de la jefatura de gabinete de las fuerzas armadas argentinas. Sin embargo, el argumento es cuestionable ya que Robin sostuvo que la misión consistió en veteranos de la guerra de Argelia, lo que es extremadamente improbable en el inicio de la supuesta misión (puesto que la guerra en Argelia estaba en curso) y permanecen indocumentados hasta incluso después de 1962.

### En Vietnam del Sur

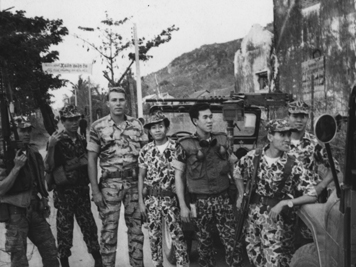
Agentes de contrainsurgencia ligados a Phoenix en Vietnam del Sur en julio de 1968. Fotografía desclasificada por la CIA.

En Vietnam del Sur en la década de 1960 y a principios de la década de 1970, existía una red secreta, a la cual los servicios de inteligencia de los Estados Unidos llamaban la infraestructura del Viet Cong (VCI). Esta red proveía control político y apoyo para la Guerra del Frente (y la de Vietnam del Norte) dentro de las villas y pueblos del sur.
Hacia 1967 esta red tenía entre 70 000 y 100 000 miembros a través de Vietnam del Sur. Cada villa tenía al menos una célula hecha por el Partido Comunista; una unidad de finanzas y suministros; además de información y cultura, protección social, y secciones proselitistas destinadas a ganar adeptos entre la población civil. Los miembros se reportaban a la cadena de mando, la cual a su vez tomaba órdenes del Comité Central del Partido Lao Dong en Vietnam del Norte. Una técnica preferida del NLF era asesinar a los oficiales más adeptos del gobierno de Saigón.
El VCI traía montones de ropas, alimentos y equipos desde santuarios en la frontera; proveía guías e inteligencia para el ejército de Vietnam del Norte; reclutaban personal para servir en las milicias y para las fuerzas principales de combate del NLF, además de cobrar impuestos para un gobierno civil rudimentario.
En áreas leales al gobierno de Saigón, la protección contra las fuerzas norvietnamitas, o incluso contra las guerrillas del NLF, estaban a menudo comprometidos porque los jefes de las villas eran asesinados, los hacían explotar con bombas o los partidarios del gobierno eran ejecutados. Durante 1969, por ejemplo, más de 6000 ciudadanos survietnamitas fueron asesinados (más de 1200 asesinatos "selectivos") y más de 15 000 heridos. Dentro de los muertos más de 90 jefes de villa muertos y más de 240 jefes de villorrios también.

## Historia del programa
En 1967 todos los esfuerzos de Estados Unidos estaban bajo el CORDS. CORDS tenía muchos proyectos dentro de los cuales se incluía la creación de una milicia de peones en 1971 de aproximadamente 500 000 personas.
A principios de 1964 la CIA usó el contraterror para identificar y destruir a los cuadros del NLF "sumergidos" en las villas. En 1967, como parte de CORDS, el Programa de Explotación y Coordinación de Inteligencia (Intelligence Coordination and Exploitation Program o ICEX por su acrónimo en idioma inglés) fue creado. El propósito de la organización era recoger información acerca del VCI. Fue renombrado Phoenix posteriormente ese mismo año. El programa survietnamita fue llamado Phụng Hoàng (o Phượng Hoàng), por el ave mitológica que aparecía como signo de prosperidad y suerte. La Ofensiva del Tet de 1968 demostró la importancia de la infraestructura del Viet Cong y de su aparato militar, justificando que el nuevo programa fuera implementado. En 1970 había 704 asesores de Phoenix estadounidenses en Vietnam del Sur.
Oficialmente, las operaciones Phoenix continuaron hasta diciembre de 1972, sin embargo en ciertos aspectos continuaron en Vietnam de Sur hasta 1975.

## Operaciones
El principal aspecto del Programa Phoenix era la recolección de información de inteligencia sin tener remilgos morales de como hacerlo. Los miembros del VCI deberían ser neutralizados (capturados, convertidos, o asesinados). El énfasis estaba en las fuerzas de gobierno locales, milicia o policía en vez de las fuerzas militares, como brazo operacional del programa.
La neutralización no era arbitraria y debía hacerse bajo leyes especiales que permitían el arresto y la prosecución de ciertas personas sospechosas de ser comunistas pero solo dentro del sistema legal. Para prevenir abusos como acusaciones falsas por razones personales, o para contener a oficiales hiper celosos de su deber, quienes podrían no requerir las suficientes pruebas a la hora de hacer arrestos, las leyes requerían tres cursos separados de acción antes de hacer un arresto. Si un VCI era encontrado culpable, él iba a prisión por dos años, con sentencias renovables hasta 6 años.
De acuerdo a la Directiva 381-41 del MACV, el intento de Phoenix fue atacar a los VCI con «disparos de fusil con mira telescópica en vez de pistolas de mano al aproximarse a sus líderes políticos, elementos de comando y control y activistas».
Operaciones de mano dura —como operaciones rastrillo randomizadas, detenciones de civiles inocentes a gran escala y de larga duración y uso excesivo de poder de fuego— tuvieron un efecto negativo en la población. Se aprendió que capturar a los VCI fue más importante que asesinarlos.

## Mediciones del fracaso o fallas

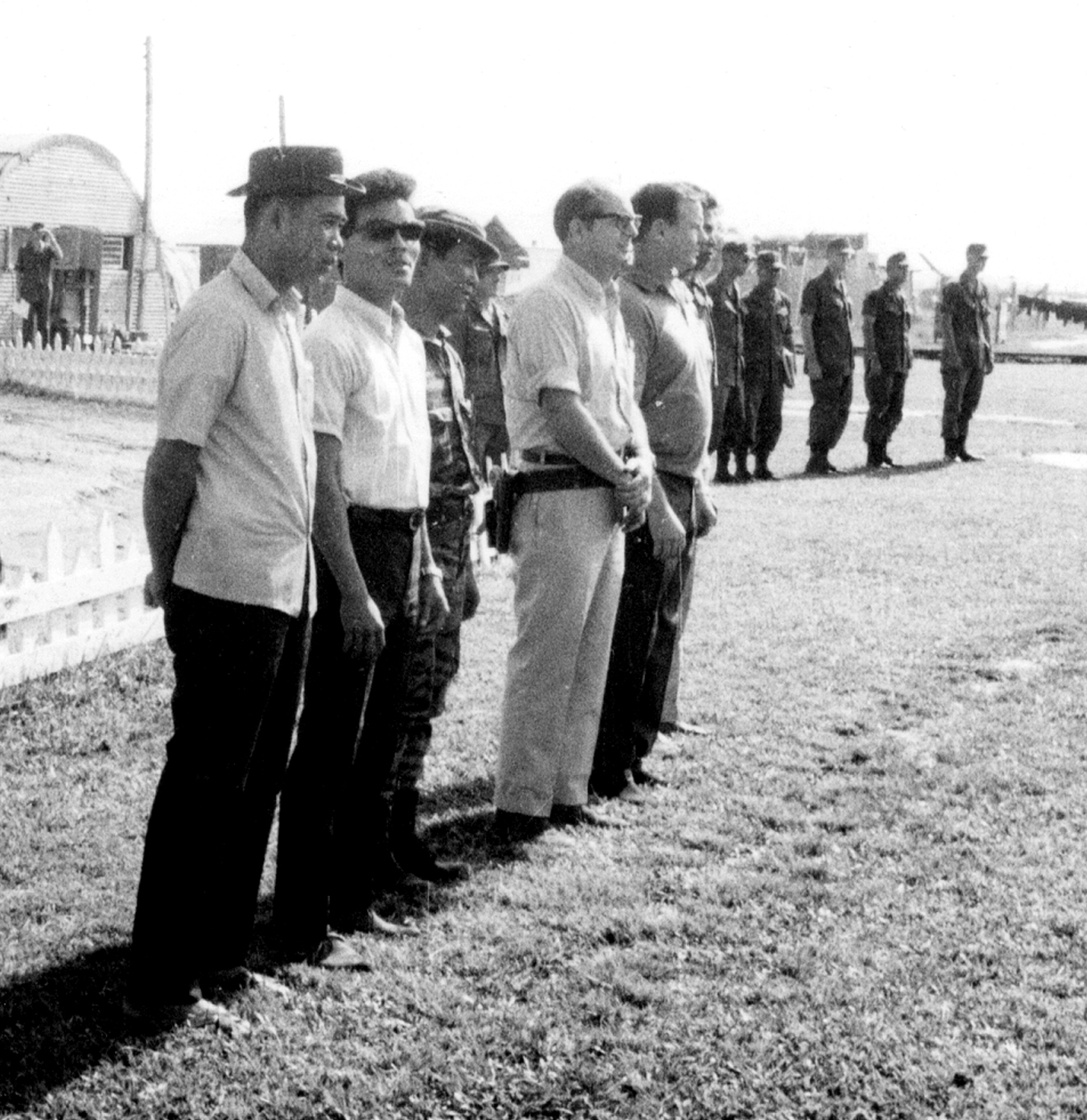
Miembros de la PRU Tay Ninh del programa Phoenix siendo condecorados con la Estrella de Bronce en Vietnam del Sur, alrededor de 1969

Desde cierto punto de vista, Phoenix era un éxito claro. Entre 1968 y 1972, Phoenix neutralizó 81 740 a miembros del NLF de los cuales 26 369 fueron asesinados. Esto fue una gran proporción del VCI colocada fuera de combate y, entre 1969 y 1971, el programa fue aún más exitoso en destruir la infraestructura en muchas áreas importantes. En 1970, los planes comunistas repetían enfáticamente atacar el programa de pacificación del gobierno marcando específicamente a oficiales Phoenix como blancos. El NLF también impuso cuotas como Phoenix. En 1970, por ejemplo, los oficiales comunistas en el perímetro de Da Nang en el norte de Vietnam del Sur dieron órdenes a sus asesinos “de matar a 400 personas” marcadas como “tiranos del gobierno” y de “aniquilar” a cualquiera envuelto en el programa de pacificación. Muchos oficiales norvietnamitas hicieron declaraciones acerca de la poca efectividad de Phoenix. Al final, fue una invasión militar convencional de Vietnam de Norte, y no la guerrilla lo que derrotó a los sudvietnamitas.
Otros vieron el programa menos favorablemente, argumentando que, en última instancia, la toda la actividad de contrainsurgencia en Vietnam fue un fracaso debido a una serie de razones: claramente, un factor decisivo fue que los comunistas ya habían establecido un amplio y efectivo cuadro de apoyo por todo Vietnam del Sur antes de que un esfuerzo coordinado tratara de erradicarlo. A pesar de que las indicaciones de que Phoenix era un éxito considerable en dañar la infraestructura, fue muy pequeño y muy tardío para cambiar el curso global de la contienda.
El Programa Phoenix fue visto muchas veces como una mera "campaña de asesinatos", a y fue criticada por aparecer como una clara violación a los derechos humanos por parte de los Estados Unidos cometidos por la CIA u otras organizaciones aliadas de esta. Hubo una serie de audiencias del Congreso de los Estados Unidos. Consecuentemente, el comando militar en Vietnam elaboró una directiva en la que especificaba que se trataba de una campaña específica contra el VCI que aparecía en la ley de Vietnam del Sur (olvidándose de que este era una dictadura títere de los Estados Unidos), que el programa estaba de acuerdo a las leyes de guerra terrestre, y que el personal norteamericano debía denunciar las violaciones a esta ley. Los partidarios afirmaban que la meta primaria era capturar, no asesinar, en orden a recoger información. Sin embargo, las operaciones descentralizadas en un ambiente poco claro pudieron conducir a abusos. En muchas ocasiones, rivalidades entre los aldeanos, pudieron reportarse como "Viet Cong" para que las tropas norteamericanas los asesinasen, como ocurrió muchas veces en Latinoamérica en el marco de la Operación Cóndor. En muchos casos, los jefes de Phung Hoang eran burócratas incompetentes que se sirvieron de su posición para enriquecerse. Phoenix intentó resolver este "problema" asignando cuotas mensuales de "neutralización", pero esto condujo a la fabricación de pruebas o a falsos arrestos. En algunos casos, los oficiales de distrito aceptaron coimas de los mismos NLF para liberar a ciertos sospechosos.

## Asesinatos ¿selectivos?
El problema era, ¿Como podías encontrar a las personas de la lista negra? No tenías un nombre o su número de teléfono. El procedimiento normal era ir a una villa y encontrar a alguien al cual le preguntabas, '¿Dónde está Nguyen, este y este otro?'. La mitad de las veces las personas tenían tanto miedo que decían cualquier cosa. Entonces un equipo Phoenix debía "agarrar" a un informante, colocarle un saco en la cabeza con dos orificios para que mirara, que colocara el teléfono portátil alrededor de su cuello, y camináramos a través de la villa como diciendo,..... 'Cuando estemos frente a la casa de Nguyen, rásquese la cabeza'. 'Entonces en la noche el equipo Phoenix volvería, golpearía en su puerta diciendo, 'April Fool, motherfucker.' El que abriera la puerta estaba frito. Porque para nosotros era un comunista, incluido sus miembros familiares. Muchas veces volvíamos con testigos para probar que habíamos asesinado a esa gente.
 Teniente Vincent Okamoto, agente de enlace de inteligencia para el Programa Phoenix en 1968 y receptor de la Distinguished Service Cross. Herido tres veces siendo el veterano japonés-americano de la Guerra de Vietnam. Fue Presidente del comité japonés-americano del Vietnam Veterans Memorial y Juez de la Corte Superior de Los Ángeles..

## Retirada de Estados Unidos de Vietnam
Tras la retirada de Vietnam del grueso de las fuerzas militares estadounidenses, muchos de los operativos Phoenix fueron derivados a la desestabilización del gobierno de la Unidad Popular en Chile. Muchos de ellos como Theodore Shackley o David Sánchez Morales han sido relacionados con actividades de la CIA en Chile en esa época.